# Historia del fútbol en Lorca

## Años 1900

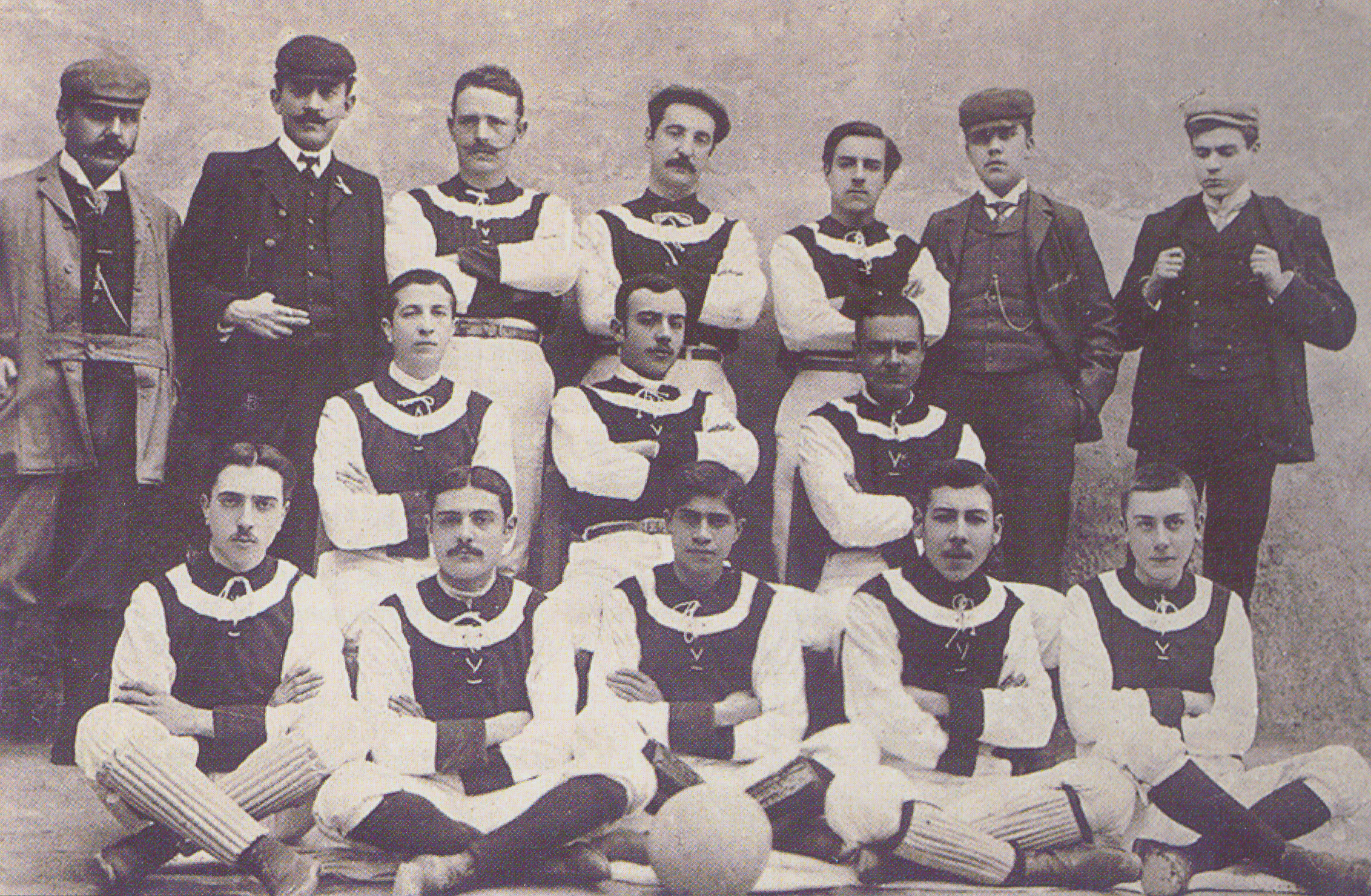
Sociedad Lorca Foot-ball Club en el año 1901.

- 1901: Manuel José Pelegrín y Dunn, un inglés natural de Newcastle upon Tyne e hijo de lorquino, funda la Sociedad Lorca Foot-ball Club. Los colores del equipo son negros y blancos, como los del Newcastle United FC. Posteriormente se cambiarían por los colores blanco y azul, en honor a la Semana Santa en Lorca.

Ese mismo año se juega el primer partido, amistoso, contra el Águilas Sporting Club, perdiendo por 0-2. Con el paso de los años se desarrollaría una gran rivalidad entre los equipos lorquinos y los aguileños
- 1904: El 7 de febrero se juega en el Campo de los Llano de Santa Quiteria un nuevo partido contra el Águilas Sporting, que vuelven a ganar los aguileños por 0-1.[1]

## Años 1910
- 1911: El Lorca se enfrenta por primera vez al Murcia Football Club en el campo de fútbol de Espinardo.[2]

- 1916: En junio se presenta la Guía del Referee. Con diagramas explicativos de la regla del Off-Side y un Glosario, traducción del Referees Chart de The Football Association Limited efectuada por Manny Pelegrín y Juan Martínez Flores, del Lorca FC.[3]

- 1918: La preocupación escrupulosa por el fútbol de Manny Pelegrín se ve recompensada nombrándole Director Técnico de la Sociedad.[3]

- 1919: El día 25 de julio fallece en Lorca Manny Pelegrín a los sesenta y dos años a causa de una uremia.[4] El fútbol lorquino se queda huérfano de su mentor y pasa dos años de descontrol hasta que Miguel Castellar se hace cargo del equipo.

El 26 de noviembre se acuerda en la asamblea de la Federación Levantina de Clubs de Foot-ball en Alicante la constitución del Campeonato Regional, sección sur. Estaban inscritos los equipos murcianos más representativos y el propio Lorca. El Lorca decidió no participar por el reciente fallecimiento de Manny Pelegrín.

## Años 1920
- 1922: El 2 de julio se funda la Unión Deportiva Lorquina, formada por los mejores jugadores del campeonato local.[5] Durante ese año juega varios amistoso contra equipos de los campeonatos locales de Totana y Águilas.[6]

- 1924: En junio la provincia de Murcia se separa de la Federación Regional Levantina de Foot-ball y se crea la Federación Murciana de Foot-ball por exigencia de los equipos de Albacete y Murcia.[7] El 9 de junio se forma una Comisión Gestora en el Lorca donde se nombran los nuevos cargos y se acuerda formar parte de la Federación Murciana.

El día 12 de octubre tuvo lugar la inauguración del nuevo campo de fútbol de la Rueda con un partido entre el Cartagena y el Lorca.
Desaparece la Unión Deportiva Lorquina.
- 1925: El 24 de noviembre el Lorca se proclama campeón y consigue el ascenso tras la derrota del Stadium Cartagena, gracias al empate conseguido entre ambos 15 de noviembre, accediendo así al liderato.[9]

- 1926: Tras el ascenso a la 1.ª Categoría el Lorca es encuadrado en el Grupo A junto a Cartagena, Real Murcia y Carthago. El Lorca realizó un pésimo papel, encajando algunas goleadas de escándalo.[10]

- 1928: La junta directiva del Lorca decide la disolución de la sociedad por desavenencias entre sus miembros, los malos resultados, la clausura del campo por parte de la Federación y una deuda de 200 pesetas.[11]

En junio se funda el Lorca Sport Club. Francisco Millán Munuera es el presidente del nuevo equipo.
En octubre comienza el Campeonato de Primera Categoría. El Lorca SC participa junto al Real Murcia, el Cartagena y el Elche. El Lorca quedó clasificado en último lugar.
- 1929: El Lorca participa en el Campeonato Regional de la Federación Murciana encuadrado en el Grupo C junto al Águilas, Totanera y DC Cartagena

Se organiza el campeonato de Tercera División. El Lorca participa en el Grupo 7 junto a Cartagena, Elche, Albacete, Hércules e Imperial de Murcia.

## Años 1930
- 1930: El Lorca se proclama campeón del Grupo C del Campeonato Regional.[13]

El 16 de febrero finaliza la liga en Tercera con el Lorca en 3.ª posición.
El 22 de junio se juega un amistoso contra el Valencia, recién ascendido a Primera. El Lorca gana por 4-3.
- 1932: El Lorca SC decide retirarse de toda competición nacional y regional.[14]

- 1933: En verano se funda el Club Deportivo Lorca

El CD Lorca juega el Campeonato Regional contra el Alcantarilla FC, Caravaca FC y el Totana FC, ganando los tres partidos.
- 1935: Se reestructura el fútbol nacional y regional y el Lorca queda encuadrado en la Primera Categoría Regional y cambia su tradicional camiseta de listas azules y blancas por una camiseta azul y grana.[16]

- 1936: Estalla la guerra civil española y se suspende la liga y el campeonato local de aficionados. El equipo deja de competir y desaparece.[17]

## Años 1940
- 1940: El Lorca Club de Fútbol cambia su nombre a Lorca Fútbol Club.

El Lorca participa en el Campeonato Regional de 1.ª Categoría contra el Alcantarilla, la Gimnástica Abad, la UD Cartagenera y el Imperial de Murcia.
El 10 de noviembre se proclama campeón.
- 1943: La Federación Nacional decide que se vuelva a jugar el campeonato de Tercera División. El grupo murciano es el 7 y lo forman Elche, Albacete, Eldense, Alicante, Cartagena, Crevillente, Cieza, Almansa, Imperial y Lorca.[19]

- 1944: El 6 de febrero termina la liga en Tercera. El Lorca es último y desciende a Regional.[20]

- 1945: El 10 de julio el club hace una petición al Alcalde de Lorca para contar con un nuevo estadio porque las condiciones del Campo de la Rueda eran muy precarias y repercutía en la asistencia de espectadores.[21] El campo se vende, pero no se construye un nuevo campo hasta muchos años después, por lo que se utiliza el campo de fútbol del Instituto Ibáñez Martín y se deja de competir en competiciones regionales. Al dejar de competir en competiciones regionales el Lorca desaparece.

## Años 1950
- 1950: El 2 de mayo de 1950 desaparece el Lorca Fútbol Club. Se funda el Club Deportivo Lorca, recuperando el nombre del equipo desaparecido al estallar la Guerra Civil.

- 1951: El 28 de octubre se inaugura el Campo de San José, después de haber jugado las primeras jornadas del campeonato en el campo del Instituto, con un amistoso contra el Pinosense con victoria lorquina 6-1.[22]

El 1 de noviembre se juega el primer partido oficial contra el Orihuela Deportiva.
- 1952: La temporada finaliza con el Lorca campeón por delante del Yeclano CF, consiguiendo el ascenso a Tercera División.[23]

- 1953: En su debut en Tercera División el CD Lorca consigue un 11.º puesto.[24]

La situación económica no era muy boyante por entonces y el 16 de junio la junta directiva dimite ante la Federación Regional Murciana.
Francisco Artés Carrasco es nombrado presidente del CD Lorca.
- 1955: Surge el Atlético Lorquino, que compite en categorías comarcales.[27]

- 1956: Se juega el primer derbi de contra el Águilas en Tercera División. En Lorca gana el Lorca por 2-1 en la jornada 3.

En junio el Lorca consigue la permanencia en Tercera en la promoción.
- 1957: Artés Carrasco da las cuentas del año anterior, con un superávit de 12.000 pesetas y presenta su dimisión irrevocable y se nombra una comisión.[28] En septiembre accede a la presidencia José Yagüe.

- 1959: Llega cedido Agustín Aragón Villodre del Atlético de Madrid.[29]

## Años 1960
- 1960: Se declara una deuda estimada en 100.000 pesetas, sin embargo esto no impide que consiga de nuevo la permanencia holgadamente.

- 1962: El CD Lorca consigue la que sería su mejor puesto en Tercera División al quedar 3.º

- 1966: El CD Lorca desciende a regional y desaparece.[30] Durante los años siguientes sólo se disputan los campeonatos de fútbol aficionado.

- 1969: Se funda un nuevo equipo de fútbol en Lorca, el Club de Fútbol Lorca Deportiva.[31]

En agosto se disputa el tradicional Trofeo Pinilla Millán contra el Águilas, que sirve de presentación para el nuevo club. El Lorca Deportiva gana 3-1 en la ida y 5-0 en la vuelta.
El 26 de agosto arranca la liga con el Lorca Deportiva en el Grupo 2 de Segunda Regional.

## Años 1970
- 1970: El equipo se proclama campeón y consigue el ascenso a Primera Regional.[32]

- 1971: El Lorca Deportiva finaliza sexto en Primera Regional y asciende a Regional Preferente.

El 8 de septiembre se celebra un amistoso contra el Real Madrid que pierde el Lorca por 0-7. El encuentro sirvió para recaudar dinero para los fichajes del Lorca.
- 1975: El presidente del Lorca dimite y el Lorca entra otra vez en crisis, que se soluciona con la llegada a la presidencia de José Yagüe. El nuevo presidente no es capaz de levantar el equipo y cae a la Primera Regional.

- 1979: Tras varios años intentándolo se asciende a Tercera División como subcampeón por detrás del Alicante.[34]

## Años 1980
- 1980: Debido a los malos resultados en su primera campaña en Tercera, el Lorca destituye al entrenador Fernando Lillo y llega Jesús Moreno Manzaneque, un personaje que dará un vuelco a la historia del fútbol lorquino. Se consigue la permanencia con algunos apuros quedando 17.º[35]

La mujer de Manzaneque, María Ignacia Hoppichler, es nombrada presidenta del Lorca. El matrimonio se hace con el control del club.
- 1981: El Lorca Deportiva consigue quedar campeón del grupo de Tercera y juega la promoción de ascenso a Segunda División B. El primer partido se juega en Inca contra el Constancia, victoria del Lorca 1-0. El partido de vuelta se salda con victoria blanquiazul 2-1 y el pase a la final de la eliminatoria contra el Binéfar. El partido de ida lo ganó el Lorca 2-1 y la vuelta, el 21 de junio de 1981, el Lorca ganó 0-1 y consiguió el histórico ascenso.[36]

- 1982: En su primera temporada en Segunda División B el Lorca tiene posibilidades de ascenso hasta el último partido contra el Algeciras CF. La afición lorquina se desplaza en masa, pero no se consigue el ascenso al empatar a 1. El beneficiado fue el Cartagena FC, que ascendió como segundo por solo 5 décimas en el coeficiente particular con el Lorca.[37]

- 1984: Aunque con altibajos, el equipo se mantiene siempre en las primeras posiciones y a tres jornadas del final es líder al ganarle al Alcalá. Se empata a uno con el CE L'Hospitalet, se gana 2-0 al CD Alcoyano y en la última jornada, el 27 de mayo, en Antequera se empata a 1 y el Lorca se proclama campeón y asciende por primera vez a Segunda División.[38] El equipo es recibido el lunes por su afición en el campo de San José y el martes por el Ayuntamiento. Junto al Lorca asciende el Calvo Sotelo.

- 1985: La temporada 1984-1985 fue histórica, el Lorca se codeó con equipos como el Cádiz CF, el CD Logroñés, el Real Oviedo y el Granada CF. Sin embargo y pese a que había equipo para mantenerse en la categoría, se baja como colista.[39]

- 1986: El Lorca encadena su segundo descenso consecutivo y acaba en Tercera División.

La Peña Barcelonista y La Hoya se fusionan en el Lorca Promesas Club de Fútbol. El equipo comienza a competir en Segunda Regional y juega en el campo Mundial 82.
- 1987: El Lorca es tercero en Tercera y asciende junto al Cieza y al Eldense.

- 1989: El Lorca Deportiva desciende de nuevo a Tercera División.

Ya en Tercera, Moreno Manzaneque abandona el cargo de entrenador y ficha a Julio César Cardozo. El día 23 de agosto la plantilla está todavía sin cerrar.

## Años 1990
- 1990: El Lorca Deportiva decepciona con un 11.er puesto en Tercera División.

El Lorca Promesas milita en Preferente y arrastra más afición que el Lorca Deportiva ya que la masa social empezaba a estar harta de la gestión de Manzaneque.
- 1991: Pese a la negativa de Manzaneque el Lorca Promesas pasa a jugar sus partidos en el municipal de San José.

El Lorca Deportiva finaliza 6.º en Tercera y el Promesas no consigue el ascenso a Tercera.
En Segunda Regional se funda la Unión Deportiva Lorca.
- 1992: El Lorca Promesas asciende a Tercera División. El Lorca Deportiva ni siquiera lucha por los puestos de play-off a Segunda División B.[41] El cisma es total, el Lorca Deportiva arrastra una deuda enorme y la gestión de Moreno Manzaneque hace que parte de la afición de la espalda al equipo.

La UD Lorca asciende a Primera Regional.
- 1993: El Lorca Promesas consigue finalmente desbancar al Lorca Deportiva como primer equipo de la ciudad al finalizar 6.º en Tercera. El Lorca Deportiva sólo consigue ser 12.º

La UD Lorca encadena el segundo ascenso consecutivo y se planta en Preferente.
- 1994: El Lorca Promesas no consigue el objetivo de la eliminatoria de ascenso y finaliza 8.º El Lorca Deportiva acaba 17.º y el descenso del Cieza de Segunda B a Tercera lo arrastra a Preferente. La UD Lorca termina 13.º en Preferente.

El Lorca Promesas, el Lorca Deportiva y la UD Lorca arrastran deudas que hacen inviable la continuidad de ninguno de los tres equipos. Se entablan negociaciones a tres bandas para fusionar los equipos en uno solo. Finalmente se consigue la fusión de los tres equipos formando el Lorca Club de Fútbol.
El presidente del nuevo club es José Reverte Navarro, ganadero, y el entrenador el lorquino Juan Martínez Casuco.
- 1995: El Lorca CF Termina la temporada campeón del Grupo XIII. Se juega la liguilla de ascenso a Segunda División B contra Novelda, Tárrega CF y UD Poblense, aunque no logró el objetivo.[42] Sin embargo, el descenso del Cartagena FC a Tercera permitió el ascenso del Lorca CF a Segunda División B. El equipo quedó encuadrado en el grupo IV para la temporada 1995-96.

- 1996: El Lorca CF no consigue la permanencia en Segunda División B y desciende a Tercera.

- 1997: El Lorca CF finaliza 2.º en liga, sólo superado por el Cartagonova, tras una gran temporada donde sólo pierde un partido. Asciende a Segunda División B.

- 1998: El Lorca CF vuelve a descender a Tercera División.

Antes de comenzar la temporada fallece Julio César Cardozo, exjugador paraguayo del CF Lorca Deportiva, en un accidente de tráfico cuando se dirigía a Lorca. El paraguayo era una persona muy querida en la ciudad y afecta especialmente al entrenador, Andrés Tébar, quien era un gran amigo del exjugador.
- 1999: El Lorca CF regresa a Segunda División B. Andrés Tébar dedica el ascenso a Cardozo.

Un grupo inversor, con Javier Martín Mingarro en su representación, adquiere el Lorca "con el objetivo de llevarlo a Segunda División". Además, dicho grupo absorbe el déficit de 15.000.000 de pesetas que existía. El director deportivo, Santos Márquez, invirtió (siempre según él) 20.000.000 en jugadores. El equipo no despertó demasiada confianza entre la afición.

## Años 2000
- 2000: El Lorca CF no consigue el objetivo y desciende de nuevo a Tercera División.

- 2001: Finalizada la temporada los jugadores no cobran y se encierran en el estadio. Santos Márques, presidente, no aparece hasta mitad de julio. Tras muchas negociaciones el equipo se pone en marcha ya en agosto. Varios jugadores de los encerrados son despedidos.

- 2002: El Lorca CF termina la temporada en 4.ª posición, con los jugadores sin cobrar cinco meses. En el play-off el Lorca no logra el ascenso a Segunda B. En un principio Santos Márquez anuncia la continuidad del equipo e incluso pone fecha a la presentación oficial, pero el 1 de agosto el club desciende a Preferente y desaparece.

En julio, Antonio Baños y un grupo de empresarios adquiere la plaza del Balsicas en Tercera y funda el Lorca Deportiva CF recuperando el nombre y el escudo del histórico club que llegó a Segunda División.
- 2003: El Lorca Deportiva asciende a Segunda División B. En Segunda B es encuadrado en el Grupo III junto a los equipos valencianos, catalanes y baleares.

- 2004: A pesar de ser un recién ascendido el Lorca Deportiva realiza una gran campaña y acaba subcampeón del grupo. En el play-off llega con opciones de ascenso a la última jornada pero pierde ante el Pontevedra, que acaba ascendiendo.

En la siguiente campaña el Lorca Deportiva pasa al grupo IV. Tras unas jornadas de liga Quique Yagüe es destituido y se nombra como nuevo entrenador a Unai Emery, que pasa de jugador a entrenador en unas pocas semanas.
- 2005: Con Emery el Lorca Deportiva hace una gran segunda vuelta y se clasifica para los play-off de ascenso y consigue el ascenso a Segunda División en una eliminatoria épica contra el Real Unión de Irún.[43][44][45] El club se prepara para una temporada histórica en Segunda División.

- 2006: El Lorca Deportiva realiza la mejor de toda la historia del fútbol lorquino, de la mano de Unai Emery el equipo luchó por el ascenso a la Primera División.[46] El equipo estuvo la primera vuelta del campeonato en la parte media de la clasificación, pero en la segunda vuelta se encaramó a los puestos altos y tuvo opciones de ascenso hasta la última jornada.

- 2007: Tras la histórica temporada, la marcha de jugadores importantes, de Unai Emery y una mala planificación acaba con el Lorca Deportiva en Segunda División B. En Segunda B el club es encuadrado en el grupo IV y el nuevo entrenador es Miguel Álvarez.

- 2008: El Lorca Deportiva decepciona con 11.er puesto en Segunda B. Terminada la temporada, Antonio Baños y su gente traspasan el club a Manuel Muñoz Carrillo. Muñoz Carrillo, ya en verano, empieza a realizar una serie de gestiones que terminan con el Lorca embargado y sin poder recibir ninguna subvención.

- 2009: El Lorca Deportiva se clasifica para el play-off de ascenso con unos jugadores que acumulan más de 5 meses de impagos. El Villarreal B apea al Lorca de la lucha por el ascenso.

Manuel Muñoz Carrillo intenta comprar la plaza en Segunda B del Moratalla para fundar un nuevo club libre de las deudas generadas en el último año. Para ello propicia el descenso por impagos del Lorca Deportiva a Tercera División, pasando a ocupar su plaza el Moratalla. No consigue comprar la plaza y deja el club abandonado en Tercera en manos de unos amigos suyos representantes de jugadores.

## Años 2010
- 2010: Los jugadores de la plantilla no cobran desde enero, pese a ello pelean por el play-off. El club entra en marzo en Ley Concursal con pocas esperanzas de que exista una viabilidad real dados los 3.400.000 de euros de deuda. En el play-off el Lorca Deportiva es eliminado por el Haro Deportivo en la primera ronda.

El Lorca Deportiva llega a la final de la Copa Federación, que pierde ante el CD San Roque de Lepe. Antes del partido de ida, en Lorca, los jugadores "echan" a los dirigentes del club y pasan a gestionarlo ellos.
Surge el Lorca Atlético CF en Segunda B fruto del traslado del Sangonera a Lorca. Mientras, el Lorca Deportiva pasa a jugar sus partidos en Totana y en la jornada 9 se retira.
- 2011: El Lorca Atlético se salva del descenso a Tercera en la última jornada.

El Lorca Deportiva no se inscribe en Preferente pese a tener derecho a hacerlo. El club, en concurso de acreedores, no desaparece y está inactivo.
- 2012: El Lorca Deportiva es finalmente liquidado por los administradores concursales.

El Lorca Atlético desciende a Tercera División en la promoción contra el CF Palencia, después a Preferente por impagos y finalmente desaparece.
Se funda en Primera Autonómica el CF Lorca Deportiva.
- 2013: En su primera campaña en Primera Autonómica el CF Lorca Deportiva sólo logra quedar octavo.

- 2014: El CF Lorca Deportiva asciende a Preferente Autonómica.

- 2015: El Lorca Deportiva consigue el ascenso a Tercera División como campeón de Preferente
- 2016: El Lorca Deportiva queda primero del grupo XIII de tercera división. No obstante no consigue el ascenso ante el Córdoba B, ni ante El Ejido 2012.
- 2017: El Lorca Deportiva vuelve a quedar primero de su grupo pero falla en la primera eliminatoria ante el Betis B. Por otra parte, el Lorca FC de Xu Genbao y David Vidal consigue el ascenso a Segunda División A tras superar en la eliminatoria de campeones al Albacete Balompié. El Lorca Deportiva finalmente asciende contra el Alcobendas.
- 2018: El Lorca FC debuta en segunda división y desciende a 2.ªB al terminar en el puesto 21.º El Lorca Deportiva desciende a Tercera división tras quedar colista (20.º) en el grupo IV de Segunda B.